# Špindler
Špindler je priimek več znanih Slovencev:
- Ciril Špindler (1902—1975), pravnik in društveni delavec
- Jože Špindler (*1937), ekonomist
- Jožef Špindler (*1943), agronom in politik (ali zdravnik ginekolog in politik)?
- Vekoslav Špindler (1881—1966), kulturni delavec, politik in časnikar